# Svazijská vlajka

Svazijská vlajka
Poměr stran: 2:3

Vlajka Svazijska je tvořena listem o poměru stran 2:3 s pěti vodorovnými pruhy v barvách: modré, žluté, karmínově červené, žluté a modré v poměru šířek 3:1:8:1:3. Na široký červený pruh je položen, ve vodorovné poloze, černo-bílý válečný štít emasočského pluku, vyrobený z volské kůže, s černou částí blíže k žerdi. Na štítu jsou čtyři šestice kožených řemínků v černé nebo bílé barvě (vždy v protikladu s podkladem). Kožené řemínky zabraňují nepřátelským šípům v odrážení, takže se dají opakovaně použít. Na horní, černou část štítu je položen okrasný, modro-červený třapec (tinjobo) z ptačího peří vidy kohoutí nebo turaka. Za štítem je uprostřed bojová hůl Zulů se stejnými modro-červenými třapci na obou koncích a nad ní dvě žlutá kopí s hroty v přirozených barvách, obrácených k vlajícímu okraji.
Hlavní, karmínově červená, barva vlajky připomíná bitvy Svaziů, žlutá symbolizuje nerostné bohatství a modrá mír a stabilitu. Štít a zbraně jsou symbolem svazijské bojové tradice, třepce jsou znakem královské moci. Černá a bílá barva štítu symbolizuje možnost mírového soužití černochů i bílého obyvatelstva v jedné zemi.

Vlajka svazijského krále Poměr stran: 2:3

## Historie
Území dnešního Swazijska bylo osídleno již v pravěku. V 18. století se na toto území dostali Bantuové, kteří zde počátkem 19. století založili svazijský stát. Od 40. let sem začali pronikat evropští Búrové. Tehdejší svazijský náčelník Mbandzeni (Dlamini IV.) požádal v roce 1889 o ochranu Spojené království a od 24. července 1890 bylo svazijské území společným protektorátem Spojeného království a Jihoafrické republiky (Transvaalu). V této souvislosti se na území dnešního Svazijska začaly vyvěšovat vlajky britské, jihoafrické a (údajně i) svazijské. Svazijská vlajka byla tvořena dvěma svislými pruhy, tmavě a světle modrým. Dle některých zdrojů byl list šikmo dělený. Uprostřed listu byl bílý, svisle položený zuluský válečný štít (ishilunga) s černými řemínky. V horním rohu byly dvě bílé, zkřížené, válečnické sekery. (nejsou obrázky)
21. února 1895 bylo Svazijsko (po dohodě se Spojeným královstvím) prohlášeno za protektorát Jihoafrické republiky. V této souvislosti byla údajně zavedena svazijská vlajka sestávající z jedenácti svislých, střídavě tmavě a světle modrých, pruhů. Uprostřed byl opět svisle položený, bílo-černý zuluský štít. Vlajku navrhl jihoafrický politik Sir Theophilus Shepstone a její ilustrace (nakreslená na základě popisu, originální kresba nebo fotografie neexistuje) je vystavena v Národním muzeu v Mbabane.
25. června 1903, po anglo-búrské válce (1899–1902), se stalo Svazijsko britským protektorátem (Hight Commission Territory). Ten neužíval vlastní vlajku, užívaly se pouze vlajky britské. Do roku 1931 byla země spravována Úřadem vysokého komisaře v Jižní Africe a pro Jižní Afriku. Poté byly odděleny funkce jihoafrického generálního guvernéra a vysokého komisaře pro Basutsko (Lesotho), Bečuánsko (Botswanu) a Svazijsko. Vláda byla uskutečňována prostřednictvím místních náčelníků.

Britská vlajka ve Svazijsku (1890–1895 a 1893–1968) Poměr stran: 1:2
Vlajka Jihoafrické republiky ve Svazijsku (1890–1892/93) Poměr stran: 2:3
Svazijská vlajka (1894–1902) Poměr stran: 3:5

25. dubna 1967 získalo Svazijsko omezenou samosprávu s názvem Chráněný stát Svazijsko, se statutem státu pod ochranou Spojeného království. V této souvislosti byla poprvé vyvěšena první svazijská vlajka, kterou již v roce 1954 navrhla Emily Shongweová, sestřenice svazijského krále Sobhuzy II. Vlajka byla inspirována praporem emasočského pluku, svazijské vojenské jednotky z roku 1941, která byla za II. světové války v britských službách. Vlajce (není obrázek) byly následně mírně upraveny šířky pruhů (původně 1:1:16:1:1) a stanoven poměr stran na 2:3. Tato změněná vlajka byla zaregistrována anglickou heroldií 30. října 1967 a užívá se dodnes i po vyhlášení Svazijského království 6. září 1968 nebo po přejmenování země na Království eSwatini, česky země Svaziů (19. dubna 2018).